# Фонтен-Нотр-Дам (Эна)
Фонте́н-Нотр-Дам (фр. Fontaine-Notre-Dame) — коммуна во Франции, находится в регионе Пикардия. Департамент коммуны — Эна. Входит в состав кантона Сен-Кантен-2. Округ коммуны — Сен-Кантен.
Код INSEE коммуны — 02322.

## Население
Население коммуны на 2010 год составляло 384 человека.
| 1962 | 1968 | 1975 | 1982 | 1990 | 1999 | 2010 |
| ---- | ---- | ---- | ---- | ---- | ---- | ---- |
| 452  | 409  | 376  | 418  | 424  | 382  | 384  |

## Экономика
В 2010 году среди 250 человек трудоспособного возраста (15—64 лет) 187 были экономически активными, 63 — неактивными (показатель активности — 74,8 %, в 1999 году было 69,1 %). Из 187 активных жителей работали 167 человек (100 мужчин и 67 женщин), безработных было 20 (8 мужчин и 12 женщин). Среди 63 неактивных 8 человек были учениками или студентами, 39 — пенсионерами, 16 были неактивными по другим причинам.